# Trans European Services for Telematics between Administrations
Le Trans European Services for Telematics between Administrations (TESTA) est le réseau informatique de l'Union européenne. Cette plate-forme d'interconnexion vise à permettre un échange sécurisé d'informations entre les administrations de l'Union européenne et des États membres. Il est actuellement géré dans le cadre du programme européen ISA²[réf. souhaitée].
TESTA est un réseau de réseaux, composé de la dorsale de l'EuroDomaine et des connexions locales. L'EuroDomaine est un réseau dorsal européen pour les échanges de données administratives, qui sert de plate-forme de communication en réseau entre les administrations locales[réf. souhaitée].

## Histoire
Le réseau TESTA a été mis à jour plusieurs fois, avec des fonctionnalités ajoutées au fil des ans: 
- 1ère génération (TESTA): 1996-2000
- 2e génération (TESTA-II): 2000 à 2006
- 3e génération (STESTA): 2006-2013
- 4e génération (TESTA-NG): depuis 2013

## Voir également
- Agence de l'Union européenne pour la cybersécurité
- EUDRANET (en)